# إبراهيم المبيضين
إبراهيم محمود المُبَيْضين (1907 - 18 ديسمبر 1982) شاعر أردني. ولد في مدينة الكرك. درس على أحمد الدباغ، ثم في مدرسة تجهيز الكرك. وبتوصية من رشيد زيد الكيلاني التحق بالأزهر ودرس فيه أربع سنوات. عاد إلى الأردن ودرّس فيها وغيرها منذ 1926، ثم انتفل إلى وزارة المالية، فوزارة الداخلية إلى أن تقاعد في 1962. وفي عام 1974 بدأ عمله في دار الإذاعة، واستمرّ فيها إلى أن توفي. له قصائد كثيرة وديوان شعر مخطوط. 

## سيرته
وُلد إبراهيم بم محمود المبيضين سنة 1907 م/ 1325 هـ في الكرك. تلقّى علومه الأولى في الكتاتيب، حيث تعلم فيها القرآن والعربية والحساب، على أحمد الدباغ. انتقل في ما بعد مع أستاذه الدباغ إلى مدرسة تجهيز الكرك، حيث درَس فيها المرحلة الإلزامية، ثم أنهى الثانوية في مدرسة السلط. التحق بعد ذلك بالأزهر بتوصية من رشيد زيد الكيلاني ومكث في القاهرة أربع سنوات.

كان أول عهده بالوظيفة سنة 1926 عندما التقى بالأمير عبد الله بن الحسين، إذ أمر الأمير بتعيينه كاتبَ إيرادات ملَكية في الديوان الملكي بعد أن استمع إلى قصيدة منه رأى فيها قوة البيان واللغة. ثم انتقل إلى التدريس الذي أمضى فيه عشر سنوات متنقلاً بين مدارس عمّان، ووادي موسى، والشوبك، والطفيلة، ومعان، والكرك.

انتقل بعد ذلك إلى وزارة المالية، وعمل فيها ست سنوات، ثم انتقل إلى وزارة الداخلية وتدرّج في الوظائف فيها حتى أحيل على التقاعد سنة 1962. ثم عُيّن في دار الإذاعة الأردنية سنة 1974، وظل يعمل فيها لمدة ست عشرة سنة.

توفِّي يوم 18 ديسمبر 1982/ 3 ربيع الأول 1403 في عمان، ودُفن في الكرك.

## شعره
كان على علاقة وثيقة بزعماء الحركة الوطنية في مصر، وكتب قصائد عديدة في هذا الاتجاه، نشر بعضها في الصحف المصرية آنذاك، مثل المقطَّم والمقتطَف. له قصائد كثيرة في مدح بعض شخصيات السياسية والمسؤولين. وله ديوان شعر مخطوط. 

ينتمي إبراهيم المبيضين إلى شعراء الرعيل الأوّل في الأردن، «أنّه كان من الشعراء الملتزمين بقضايا أمتهم، فبرز الاتّجاه القومي في شعره بشكل واضح، إذ أطلّ الشاعر على الحياة في عصر حفل بكثير من الأحداث العظام، كان أبرزها الثورة العربية الكبرى التي فجّرها شريف مكة الحسين بن علي في العاشر من حزيران عام 1916م، ليعلن بداية مرحلة جديدة في تاريخ العرب الحديث، مما جعل صدى هذه الثورة ماثلاً في فكر الشاعر، فمجّد قادتها، وصوّر طموحات الأمة في التحرر.»